# 凯尔考圣基拉伊
凯尔考圣基拉伊（匈牙利語：Kerkaszentkirály）是匈牙利佐洛州所辖的一个村，总面积8.11平方公里，总人口247，人口密度30.5人/平方公里（2010年1月1日）。